# 2022年10月哈尔滨市2019冠状病毒病聚集性疫情
2022年10月哈尔滨市2019冠状病毒病聚集性疫情是指自2022年10月3日起，在中华人民共和国黑龙江省哈尔滨市爆发的2019冠状病毒病本土聚集性疫情。10月3日凌晨，在哈尔滨市香坊区龙园物流园停靠的牌照为冀CA***2的货车内，发现2例来自外省的阳性感染者，其后又发现多名关联感染者。
10月8日的哈尔滨市官方通报称，本轮疫情主要是由外省来哈大货车司机引起的聚集性疫情，病原为奥密克戎BA.5.2进化分支。此次疫情具有感染来源明确、聚集性较强、病例症状轻等特点。10月16日24时，哈尔滨市全域中高风险区清零，至此，哈尔滨市本轮疫情累计报告阳性感染者106例。

## 背景
哈尔滨市系黑龙江省省会，是中国东北地区重要的交通枢纽。8月27日至9月，哈尔滨市刚刚发生一轮本土聚集性疫情。彼次疫情病原也是奥密克戎变异株BA.5.2，共报告57例阳性感染者，仅仅在官方宣布“哈市该轮疫情防控进入扫尾清零阶段”之后的第4天，就爆发了本轮疫情。

## 统计
哈尔滨市累计报告感染者

## 应对
10月3日，发现疫情后，官方对哈尔滨市香坊区进行了提级管理，根据阳性感染者活动场所风险程度划定了临时管控区，关停了阳性感染者行程轨迹所涉及的所有公共场所，对相关区域内的人员开展了连续3天的区域核酸检测，并持续开展相关的流行病学调查。
10月7日24时起,香坊区朝阳镇前进村被调整为高风险区（10月13日转为中风险，10月16日转为低风险），龙运物流园区（学府东路1号）被调整为中风险区（10月13日转为低风险）。

## 相关事件
- 哈尔滨市公安局称：经查，10月3日凌晨在牌照为冀CA***2的货车内发现的外省抵哈司机马某及同车司机祁某民，因故意隐瞒自身途经疫情中高风险区域的相关行程轨迹，与龙园果蔬批发市场销售业户石某贤串通，使用虚假的产地证明，规避查验，违规进入批发市场，造成了疫情传播风险。上述3人的行为因违反《中华人民共和国刑法》第三百三十条妨害传染病防治罪之规定，被立案侦查[2]。